# На игре
«На игре» — российский художественный фильм 2009 года в жанре боевик, поставленный режиссёром Павлом Санаевым по мотивам книги Александра Чубарьяна «Игры в жизнь».
В апреле 2010 года вышло продолжение фильма «На игре 2. Новый уровень», а весной 2012 года на телеканале «СТС» состоялась премьера восьмисерийного телесериала «Геймеры», являющегося продолжением обоих фильмов.

## Сюжет
Фильм начинается со сцены в доме бандитских авторитетов — Матвея и его друзей. К ним заявляется молодой парень Вампир, заявляя, что убил их охрану, и ему нужно с ними поговорить.
Действие переносится на месяц назад. В городе проходит турнир по киберспорту, в котором побеждает команда «Грандмастерс» в составе Вампир, Док, Комар, Длинный и Ян. Девушка Вампира Рита занимает второе место в автогонках. Друг Вампира Максим побеждает в файтинге. Президент компании «ВИРТУС» Виктор Покровский дарит ребятам первые образцы новейших дисков, которые оказываются опытными образцами научной разработки.
После запуска дисков, ребята получают способности, связанные с их геймерскими увлечениями — члены команды «Грандмастерс» начали невероятно мастерски обращаться с оружием, Рита становится профессиональным водителем, Макс же получает навыки боевых искусств.
Максим и его любовь Лена пьют кофе в ресторане, где начинается перепалка с компанией Важи, брата Хызыра — преступного авторитета. Максим с помощью приобретённых способностей побеждает нападавших с удивительной лёгкостью. Позже Максима хватают люди Важи и отвозят на завод Хызыра. Желая спасти друга, компания стрелков во главе с Вампиром врывается на базу и с помощью трофейного оружия уничтожает всех боевиков Хызыра, а также самого Хызыра. Они освобождают Максима и прячут оружие на даче у Длинного. Максим на предложение присоединиться к команде отвечает категоричным отказом.
Проходит месяц. Доку мало тех денег, что у него есть, и он предлагает Вампиру «поставить на бабки» преступный синдикат во главе с Матвеем. План проваливается, и ребятам приходится убить бандитов. Но в это время Риту похищает полковник ФСБ Лебедев, по совместительству — правая рука олигарха Бориса Сергеевича Громова. Лебедев путём шантажа заставляет ребят работать на спецслужбы и устранять бандитов.
В первые дни ребята чувствуют весь кайф богатой жизни, но при исполнении задания по ликвидации Сергея Зарицына — бизнесмена, который заключает крупнейшую сделку с правительством Боливии, Вампир понимает, что они работают не на спецслужбы, а на преступников. Он пытается убедить Дока не убивать Зарицына, но Док обманом оглушает Вампира и убивает Зарицына на глазах у дочери. При побеге с места сражения оказываются тяжело ранены Рита и Длинный, однако благодаря Вампиру всем удаётся уйти. По приезде на базу Лебедева Длинный умирает от потери крови.

## В ролях
- Сергей Чирков — Дмитрий «Вампир» Орлов
- Марина Петренко — Рита Смирнова
- Павел Прилучный — Руслан «Док» Авдеев
- Евгений Харланов — Кирилл «Комар» Комаренко
- Тихон Жизневский — Константин «Длинный»
- Нодар Сирадзе — Ян Зац
- Алексей Бардуков — Максим
- Агния Дитковските — Лена
- Виктор Вержбицкий — Борис Сергеевич Громов
- Борис Тенин — полковник Сергей Викторович Лебедев
- Игорь Скляр — Сергей Зарицын
- Михаил Горевой — Виктор Покровский
- Михаил Трухин — Олег Сколский
- Сергей Бурунов — Борис

## Съёмочная группа
- Авторы сценария:
  - Павел Санаев
  - Александр Чубарьян
- Режиссёр: Павел Санаев
- Оператор-постановщик: Владислав Гурчин
- Композиторы: Иван Бурляев
- Музыкальный продюсер: Алексей Румянцев
- Продюсер:
  - Александр Бондарев
  - Алексей Рязанцев
- Постановщик трюков: Валерий Деркач
- Монтаж трейлера: Антон Новосельцев
- Продюсер трейлера: Андрей Русанов

## Музыка
В фильме прозвучали песни групп NewTone, Lumen, «Мумий Тролль», «ВоваКатя» и The Prodigy. Во время вступительных титров звучит трек группы Newtone — «The Game». Заключительным треком фильма стала песня «Беглец» группы «Торба-на-Круче», на которую был также снят видеоклип с использованием фрагментов фильма.

## Производство
Проект начинался под рабочим названием «Геймеры. В поисках цели», которое пришлось изменить по причине выхода на экраны фильма «Геймер» с Джерардом Батлером в главной роли.

## Прокат
Фильм вышел в прокат в России 26 ноября 2009 года. Кассовые сборы в России и СНГ составили 106 719 824 рублей.

## Отзывы
В своей рецензии на сайте Twitch Тодд Браун дал высокую оценку фильму, назвав его одним из лучших фильмов о видеоиграх и гейм-культуре. Браун отметил высокую техническую грамотность фильма, но особо подчеркнул, что он «сохраняет чёткий фокус на персонажах, создавая легко узнаваемые и очень жизненные типы игроков и проводя их через на удивление реалистичный сценарий».

## Продолжение
15 апреля 2010 года вышла в кинопрокат вторая часть фильма под названием «На игре 2. Новый уровень».
В марте 2011 года Вячеслав Муругов, генеральный директор канала «СТС», в своём твиттере сообщил о том, что снимается продолжение фильмов «На игре» и «На игре 2. Новый уровень», 8-серийный телесериал «Геймеры», премьера которого состоялась на «СТС» весной 2012 года. В проекте принял участие тот же актёрский состав, что и в фильмах «На игре» и «На игре 2. Новый уровень», за исключением Марины Петренко — роль Риты в сериале исполнила Агата Муцениеце.